# Napta lutunguru
Napta lutunguru är en fjärilsart som beskrevs av Abel Dufrane 1939. Napta lutunguru ingår i släktet Napta och familjen ädelspinnare. Inga underarter finns listade i Catalogue of Life.